# Шмальц, Вильгельм
Вильгельм Шмальц (нем. Wilhelm Schmalz; 1 марта 1901 — 14 марта 1983) — немецкий офицер, участник Второй мировой войны, генерал-лейтенант, кавалер Рыцарского креста с Дубовыми листьями.

## Начало военной карьеры
В 1919 году воевал в составе бригады морской пехоты против немецких коммунистов. Продолжил службу в рейхсвере. С февраля 1923 года — лейтенант (в кавалерии). К началу Второй мировой войны — командир кавалерийского эскадрона, майор.

## Вторая мировая война
В сентябре-октябре 1939 года — участвовал в Польской кампании, награждён Железными крестами обеих степеней.
В мае-июне 1940 года — участвовал во Французской кампании. Награждён Рыцарским крестом. С ноября 1940 года — командир мотоциклетного батальона (в 9-й танковой дивизии).
В апреле 1941 года — участвовал в захвате Югославии.
С 22 июня 1941 года — участвовал в войне с Советским Союзом. Бои на Украине.
В феврале 1942 года — награждён Золотым немецким крестом, произведён в звание подполковника, назначен командиром стрелкового полка (в 9-й танковой дивизии). С октября 1942 года — полковник.
С января 1943 года — в формирующейся дивизии «Герман Геринг». С мая 1943 года — командир гренадерской бригады этой дивизии. Бои в Италии. 23 декабря 1943 года — награждён Дубовыми листьями к Рыцарскому кресту.
С 16 апреля 1944 года — командир парашютно-танковой дивизии «Герман Геринг» (в Италии). С мая 1944 года — генерал-майор. С 4 октября 1944 года — командующий парашютно-танковым корпусом «Герман Геринг».
С 30 января 1945 года — генерал-лейтенант. После капитуляции Германии 8 мая 1945 года — взят в американский плен.

## После войны
Подвергся суду американского военного трибунала по обвинению в военных преступлениях (в Италии). 
Скончался 14 марта 1983 года.

## Брак и дети
Вильгельм Шмальц женился 30 ноября 1936 года, на Луизе Генриетте Прусской (1912—1973), второй дочери Фридриха Вильгельма Прусского (1880—1925) и его супруги Агаты цу Гогенлоэ-Шиллингсфюрст (1888—1960). Фридрих Вильгельм был принцем Прусским, и правнуком короля Пруссии, Фридриха Вильгельма III. У Вильгельма и Луизы было 4 детей:
- Агата Фредерика Шмальц (23 октября 1937 — 13 марта 2008), была замужем за Адольфом Шмальцем. У них родился один сын.
- Хубертус Шмальц (13 ноября 1938 — 15 октября 2020), 19 января 1967 года, женился на Ульрике Фойерборн (род. 1945). У них родилось 3 детей.
- Бернхард Шмальц (17 мая 1941 — 22 сентября 2013), 26 августа 1978 года, женился на баронессе Доротее фон Кетлер (род. 1950). У них родилось 3 детей.
- Фридрих Вильгельм Шмальц (род. 19 сентября 1943), 8 апреля 1967 года, женился на Сибилле Спринг (род. 1947). У них родилось 2 детей.[2]